# سیارک ۵۵۶۷
سیارک ۵۵۶۷ (به انگلیسی: 5567 Durisen، نامگذاری:1953FK1) پنج هزار و پانصد و شصت و هفتمین سیارک کشف شده‌است که در ۲۱ مارس ۱۹۵۳ کشف شد.
قدر مطلق سیارک برابر ۱۲.۹ است.